# Shaun Keeling
Shaun Keeling (Krugersdorp, 21 de janeiro de 1987) é um remador sul-africano, medalhista olímpico.

## Carreira
Keeling competiu nos Jogos Olímpicos de 2008 e 2016, conquistando a medalha de prata no Rio de Janeiro ao lado de Lawrence Brittain na prova do dois sem.